# Uesugi Sadazane
Uesugi Sadazane est un nom japonais traditionnel ; le nom de famille (ou le nom d'école), Uesugi, précède donc le prénom (ou le nom d'artiste).
Uesugi Sadazane (上杉定実, 1478-14 mars 1550) est un samouraï daimyo de l'époque Muromachi, shugo (gouverneur militaire) de la province d'Echigo.